# Maud Linder
Pour les articles homonymes, voir Linder.
Maud Linder est une réalisatrice, journaliste, scénariste, productrice de cinéma française, née le 27 juin 1924  dans le 16e arrondissement de Paris et morte le 25 octobre 2017 à Neuilly-sur-Seine,.
Fille du cinéaste Max Linder, elle s'est distinguée par son travail de restauration et de remise en valeur de l'œuvre de son père.

## Biographie

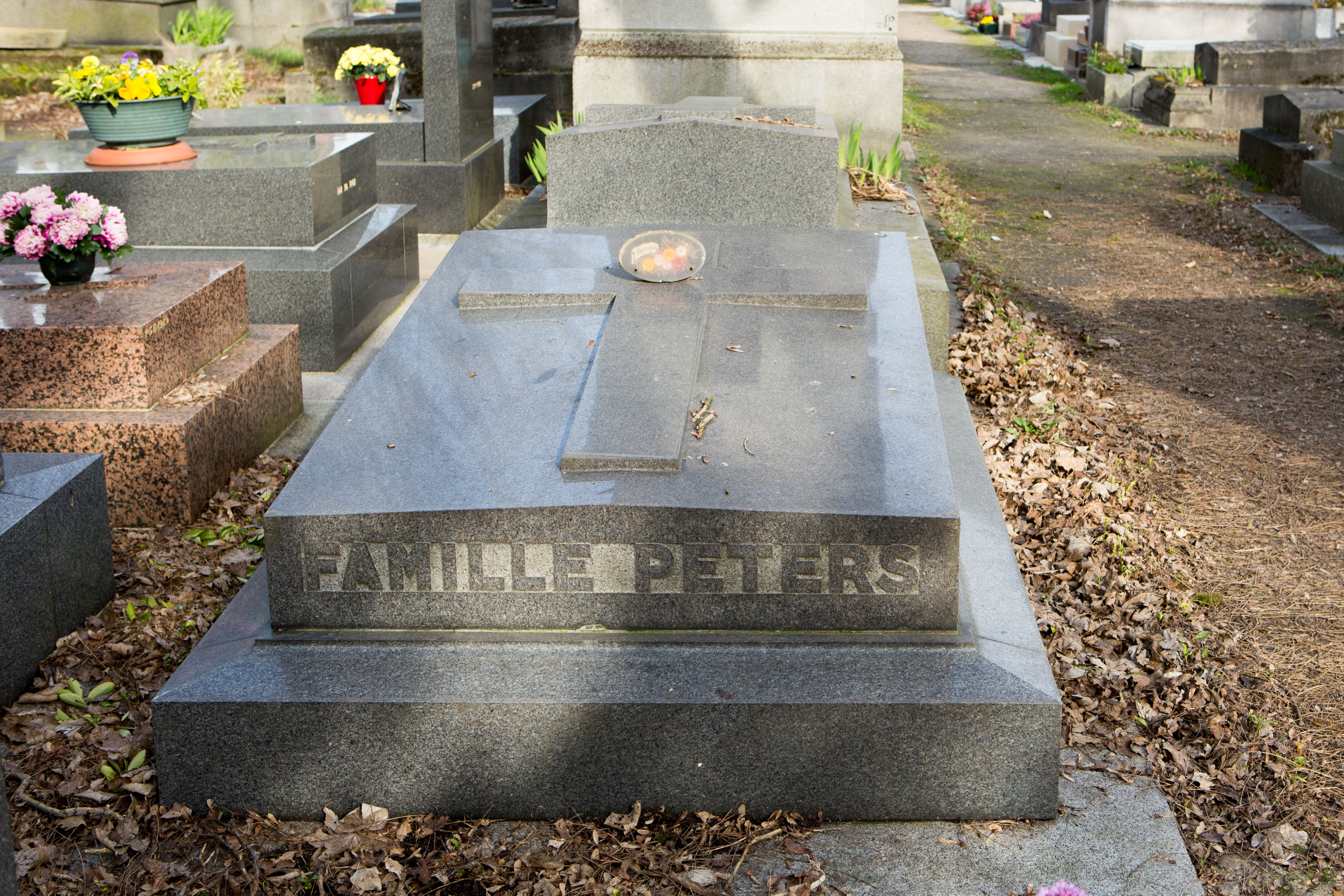
Tombe au cimetière du Père-Lachaise.

Fille de Max Linder et Ninette Peters, elle est élevée par sa grand-mère maternelle qui se fera passer pour sa mère à la suite du scandale du double suicide officiel de ses parents.
Après avoir travaillé comme journaliste de cinéma, réalisatrice de films publicitaires et assistante-réalisateur sur des films de Sacha Guitry et Gilles Grangier, Maud Linder s'est essentiellement attachée à retrouver, reconstituer et faire connaître l'œuvre de son père, disparu alors qu'elle n'avait que 16 mois, sur lequel elle réalise plusieurs documentaires et rédige des biographies.
En compagnie de Max Linder (1963), film de montage composé à partir d'extraits de trois longs-métrages de Max Linder (Sept Ans de malheur, L'Étroit Mousquetaire et Soyez ma femme), est sélectionné à la 24e Mostra de Venise et reçoit en France le Grand Prix de l'Étoile de cristal en 1964.
En 1983, elle réalise le documentaire L'Homme au chapeau de soie, retraçant la carrière de Max Linder à partir de documents d'archives et d'extraits de films du cinéaste-comédien ; le film est présenté hors compétition au festival de Cannes. Elle réalise entre autres une série d'émissions diffusée sur la chaîne culturelle Arte en 2000, Max Linder, ce père que je n'ai pas connu, présentant la biographie de Max Linder et des courts métrages de ce dernier.
En 1970, elle crée le Muséobus Linder, un musée mobile, pour exposer des œuvres originales sur tout le territoire français, en particulier dans les villages.
Elle reçoit le Prix Henri-Langlois en 2008 pour son travail de restauration de l'œuvre de Max Linder. En 2011, elle est la présidente de l'Institut Max Linder.
Maud Linder meurt le 25 octobre 2017 et est inhumée auprès de sa mère au cimetière du Père-Lachaise (95e division).

## Filmographie

### Réalisatrice
- 1963 : En compagnie de Max Linder (film de montage) - également productrice
- 1983 : L'Homme au chapeau de soie (documentaire) - également scénariste et productrice

### Assistante réalisatrice
- 1954 : Faites-moi confiance de Gilles Grangier
- 1954 : Papa, Maman, la Bonne et moi de Jean-Paul Le Chanois
- 1955 : Papa, maman, ma femme et moi de Jean-Paul Le Chanois
- 1961 : Par-dessus le mur de Jean-Paul Le Chanois

### Narration ou témoignage
- 2013 : Tout sur mon père Max Linder (documentaire) de Jean-Michel Meurice - elle-même
- 1983 : L'Homme au chapeau de soie (documentaire) d'elle-même - narratrice
- 2014 : The Mystery of the King of Kinema (documentaire) d'Elio Quiroga - elle-même

## Publications
- Max Linder, Paris, Éditions Atlas, coll. « Les Dieux du cinéma muet », 1992.
- Max Linder était mon père, Paris, Flammarion, 1992.

## Distinctions
- Festival international du film de Chicago 1983 : sélection officielle en compétition pour le Gold Hugo pour L'Homme au chapeau de soie
- Prix Henri-Langlois 2008